# ルーガ (レニングラード州)
座標: 北緯58度44分 東経29度51分 / 北緯58.733度 東経29.850度

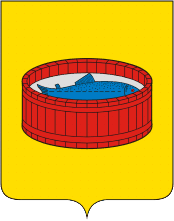
ルーガの紋章

ルーガ（ルガ、ロシア語: Лу́га、ラテン文字表記の例: Luga; フィンランド語: Laukaa; ヴォート語:  Laugaz）はロシア・レニングラード州の南西部にある都市。人口は3万8407人（2021年）。

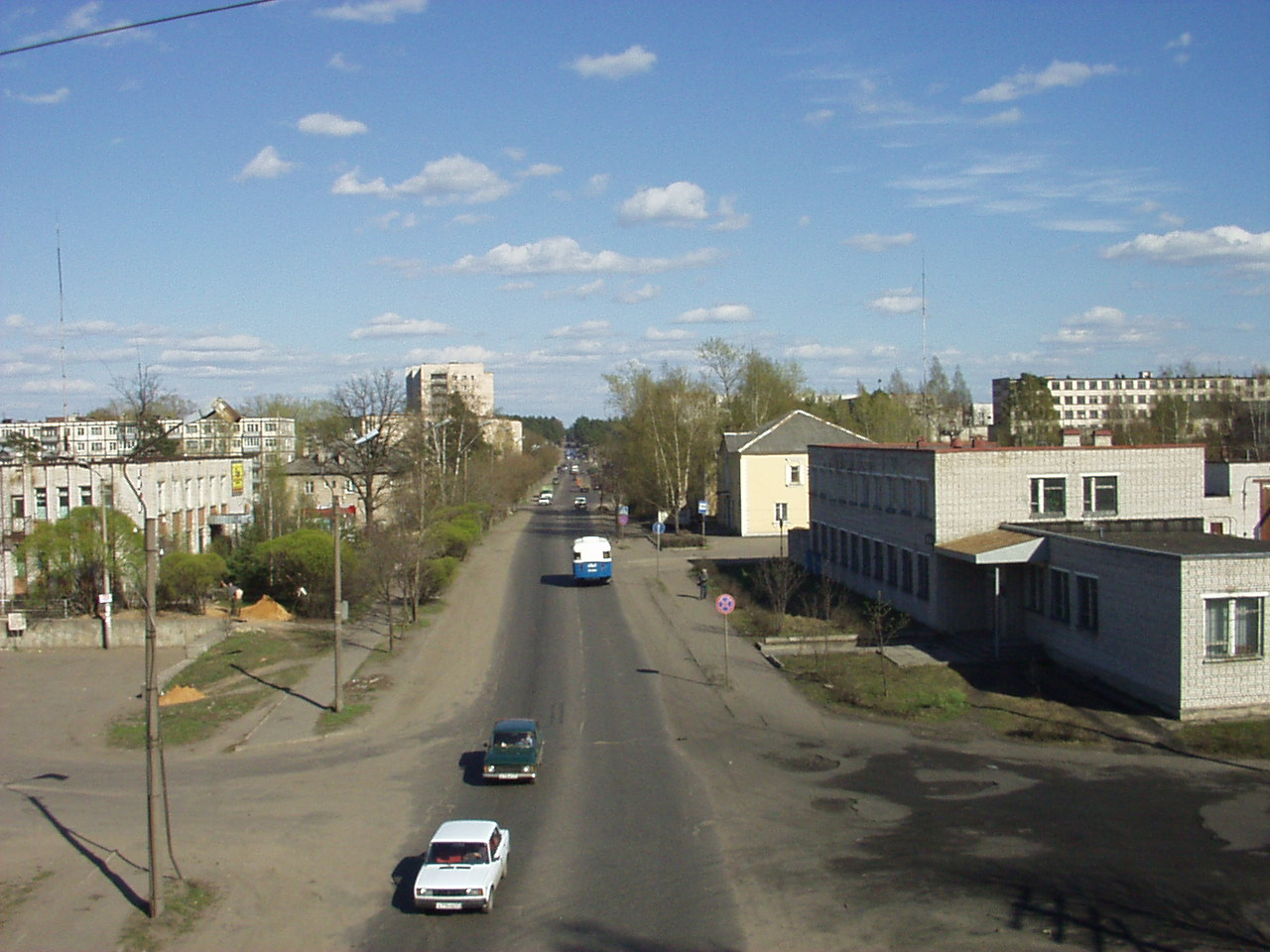
ルーガ市街地

フィンランド湾に注ぐルーガ川沿いの町であり、サンクトペテルブルクからは南へ140km、ノヴゴロドからは東へ100kmの位置にある。

## 歴史

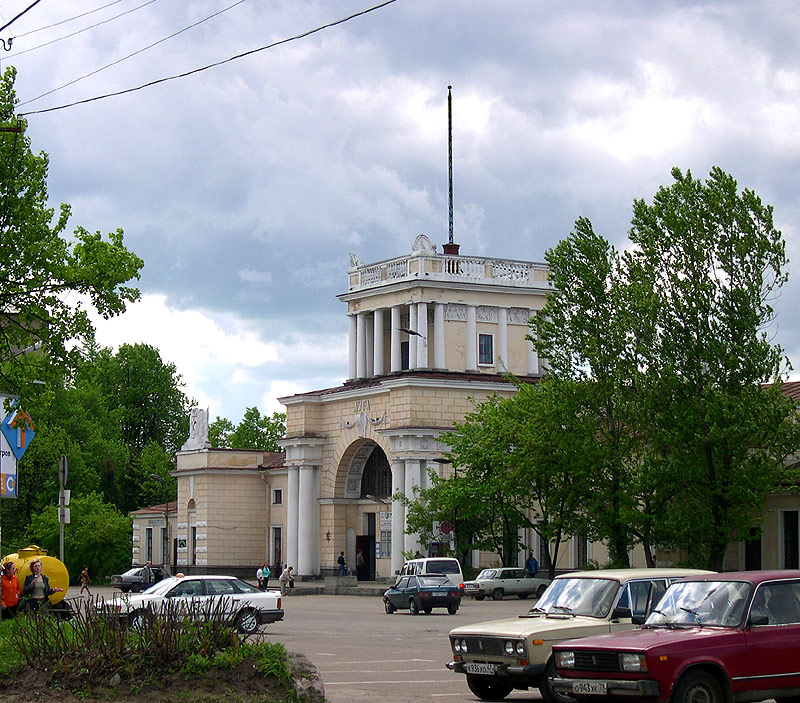
ルーガ駅

ルーガは1777年にエカチェリーナ2世の地方行政改革によって市の地位を与えられたが、ルーガ川沿いの現在の位置には10世紀から集落があった。ルーガという川の名はエストニア語で湿地を意味する「laugas」と共通している。ルーガには早くも1857年に鉄道が通ったが、20世紀までは重要でない町であった。19世紀末には2つしか工場がなく、レンガ造りの家も数えるほどしかなかった。ロシアの大作曲家ニコライ・リムスキー＝コルサコフは、1908年にルーガ近郊のリューベンスクで没している。

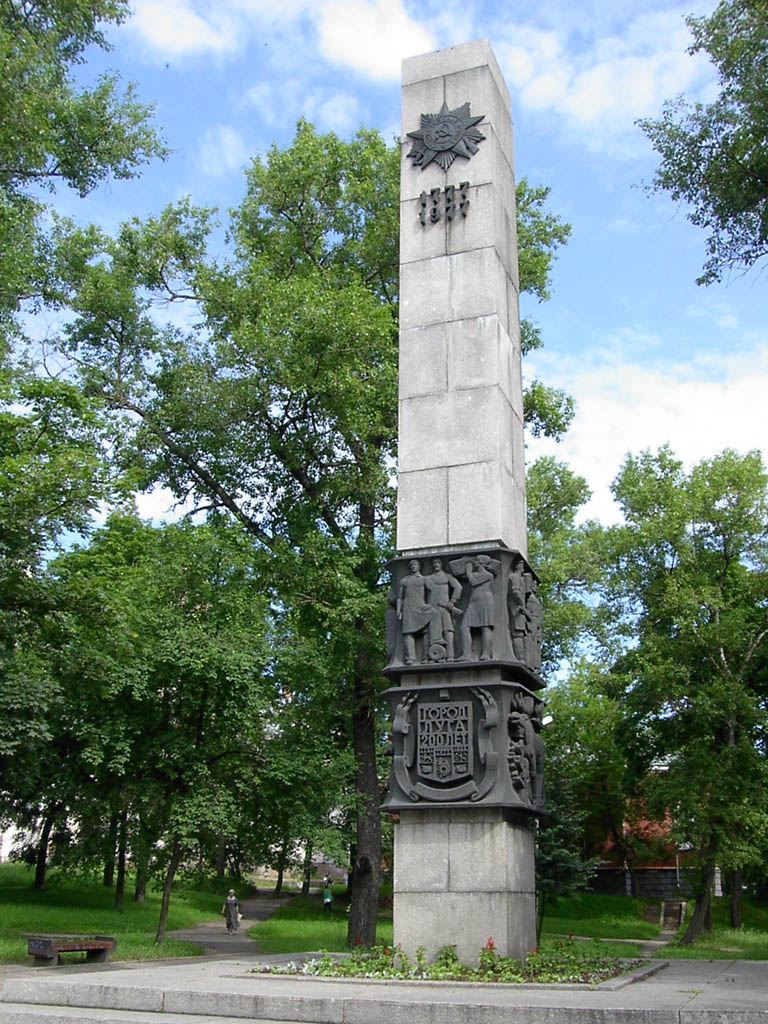
ルーガ市200周年のオベリスク

1927年には、ルーガはレニングラード州のルージスキー地区の行政中心地となった。第二次世界大戦の独ソ戦（大祖国戦争）では、ルーガは激戦地となり、レニングラード包囲戦の際に決定的に重要な役割を果たした。1941年8月24日にはドイツ国防軍が占領したが、占領に至るまでのソ連の赤軍の抵抗は激しく、ドイツ軍はレニングラードを目前にしてルーガで1カ月以上足止めされた。この戦いでルーガ市は1977年に勲章を受け、2008年には軍事栄光都市の称号を得た。1944年2月12日にルーガは赤軍により解放された。戦後には歴史的な建物の再建が進み、ソビエト連邦の崩壊後は農業関係の産業が立地する街になった。

## 経済
ルーガはルージスキー地区の行政の中心で、サンクトペテルブルク南方の交通・産業・農業・商業の中心でもある。周囲は農村地帯となっている。
街には2つの大学と3つの技術専門学校があり、サンクトペテルブルク＝プスコフ＝ワルシャワを結ぶ幹線鉄道やM20幹線道路が通る。

## 出身者
- ウラジミール・ビストロフ（1984年生） - サッカー選手

## 姉妹都市
- フィンランド・ミッケリ（Mikkeli）